# Bolschedoroschnoje
Bolschedoroschnoje (russisch Большедорожное, deutsch Laukitten, Dagwitten, Julienhof, Kopainen, litauisch Laukyčiai, Degviečiai, Kapainis) ist eine Siedlung aus ehemals vier selbständigen Orten in der russischen Oblast Kaliningrad (Gebiet Königsberg (Preußen)) im ehemaligen Ostpreußen und gehört zu Pogranitschny (Hermsdorf, Kreis Heiligenbeil) im Rajon Bagrationowsk (Preußisch Eylau).

## Geographische Lage
Bolschedoroschnoje liegt drei Kilometer südöstlich der Stadt Laduschkin (Ludwigsort) und dreißig Kilometer südwestlich von Kaliningrad (Königsberg (Preußen)) an einer Nebenstraße, die von Laduschkin und Sosnowka (Schwanis) kommend nach Kornewo (Zinten) führt.
Südöstlich von Bolschedoroschnoje verläuft die russische Fernstraße 27A-002 (frühere R 516, ehemals als Reichsautobahn Berlin–Königsberg geplant) und drei Kilometer nordwestlich die 27A-020 (ex russische A 194, ehemalige deutsche Reichsstraße 1 von Aachen über Berlin nach Königsberg und bis Eydtkuhnen, heute auch Europastraße 28).
Bahnanschluss besteht über die Station Laduschkin an der Bahnstrecke Malbork (Marienburg) – Mamonowo (Heiligenbeil) – Kaliningrad (ehemals Preußische Ostbahn).

## Geschichte

### Bis 1945

#### Laukitten
Im Jahre 1407 wurde Lawkyten zum ersten Mal urkundlich erwähnt. Nachdem im 16. Jahrhundert die Familie von Hohendorff in den Besitz von Laukitten kam, erwarb es am 30. Juli 1627 Johann Georg von Podewils. Er war kurfürstlicher Kämmerer und Hauptmann zu Insterburg (heute russisch Tschernjachowsk). In seiner Zeit soll das barocke Gutshaus entstanden sein.
1686 verkaufte Georg von Podewils das Gut, und es gelangte nacheinander an den Kriegssekretär Daniel Sommerfeld, den Gutsbesitzer Carl Ludwig von Bolschwing auf Pannwitz, den Leutnant Johann Ludwig von Negelein, Prinzessin Friederike von Holstein und kam zu Ende des 18. Jahrhunderts zum Gut Rippen (Sowchosnoje). Der Kammerherr Carl Friedrich August Graf von der Schulenburg vermachte das Gut Laukitten 1829 an den Obergerichtsreferendar Gustav Schmysing gen. Freiherr von Korff (1810–1855), wobei genealogische Standardquellen wie Der Gotha davon ausgehen, dass bereits im frühen 18. Jahrhundert mit dem Adligen Otto Ernst ein Korff der örtliche Gutsinhaber war und eine eigene Familienlinie Laukitten bildete. Gustav von Korff war mit Valeska von der Groeben (1820–1884) verheiratet, die Tochter aus dieser Beziehung wurde Erbin von Laukitten, Anna Freifrau von Korff (1840–1907). Anna heiratete selbst einen Freiherrn Friedrich von Korff-Schönbruch, nach dessen Kriegstod Richard von Alvensleben-Zichtau, der wenige Wochen darauf als kgl. preuß. Major des Regiment der Gardes du Corps ebenfalls fiel. Nach 1907 wurde der Sohn von Anna und Rittmeister Friedrich von Korff, Wilhelm Freiherr von Korff (1861–1919), Gutsinhaber. Er war seit 1897 geschieden von seiner Frau Editha von Roennebeck und nannte sich nach seinem Gutsbesitz Wilhelm Karl von Korff-Laukitten. Er war Reserveoffizier sowie Präsident des Ostdeutschen Automobil-Klubs. Aus seiner geschiedenen Ehe hatte Wilhelm Karl von Korff-Laukitten zwei Kinder, Tochter Claudine (* 1893) und den Sohn Nikolaus (1892–1968). Freiherr Nikolaus von Korff, standesgemäß als Schüler Zögling (Nr. 1669) an der Ritterakademie Brandenburg, lebte in den 1920er Jahren in SWAfrika auf der Farm Ozondjache bei Otjiwarongo und war während der NS-Zeit nach Deutschland zurückgekehrt RAD-Oberstarbeitsführer. Aus seiner ersten 1926 geschiedenen Ehe mit Rita von Zastrow (1889–1943) stammen die zwei Söhne Achim und Günther-Kraft von Korff. Gut Laukitten war zu diesem Zeitpunkt bereits verkauft.
Vor 1922 schließlich gelangte Laukitten mit Vorwerk Dagwitten, Adl. Pohren, Vorwerk Kaul sowie Rejothen, gesamt etwa 1174 ha, unter Leitung des Administrators Ernst Heß und des Oberinspektors Boneleitis im Besitz des Roderich von Schichau (1880–1946) und seiner Ehefrau, der Offizierstochter Elisabeth-Charlotte von Brandt (1892–1923). Herr von Schichau war jüngere Sohn des 1901 nobilitierten George Erich von Schichau (1844–1924) und der Gertrud Jachmann (1846–1913) aus Königsberg, Enkel des Industriellen Ferdinand Schichau. Roderich von Schichau starb, enteignet, in Kopenhagen.
1874 wurden die Gutsbezirke Grünwiese, Kopainen, Laukitten und Pannwitz zum Amtsbezirk Laukitten im Landkreis Heiligenbeil im Regierungsbezirk Königsberg der preußischen Provinz Ostpreußen zusammengeschlossen. Im Jahre 1910 zählte der Gutsbezirk Laukitten 129 Einwohner.
1928 erfolgte die Vereinigung der Gutsbezirke Kopainen, Laukitten und Wendelau zur neuen Landgemeinde Laukitten, Teile von Laukitten allerdings kamen dabei auch an die Landgemeinde Poplitten im Amtsbezirk Pörschken. 1929 wurde die Landgemeinde in den Amtsbezirk Ludwigsort (Laduschkin) eingegliedert, und der Amtsbezirk Laukitten wurde nach 55 Jahren aufgelöst. An den fiskalischen, kirchlichen und privat-rechtlichen Besitz änderte sich dadurch nichts, die Gutsbezirke waren lediglich juristisch keine eigenständigen Ortschaften mehr.
Im Jahre 1939 hatte die Gemeinde Laukitten mit den Ortsteilen Kopainen und Pannwitz insgesamt 230 Einwohner.
1945 kam Laukitten unter sowjetische Verwaltung und erhielt 1947 die Ortsbezeichnung „Bolschedoroschnoje“.

#### Dagwitten
Das frühere Vorwerk Dagwitten liegt 19 Kilometer nordöstlich von Mamonowo (Heiligenbeil). Das kleine Dorf war schon immer mit dem Gutsbezirk Laukitten verbunden. So wie die Muttergemeinde kam auch Dagwitten 1945 zur Sowjetunion.

#### Julienhof
Das ehemalige „Julienhof“ liegt 18 Kilometer nordöstlich der ehemaligen Kreisstadt Mamonowo (Heiligenbeil) und war in seiner Geschichte als Vorwerk mit Rippen (heute russisch: Sowchosnoje) verbunden, zu dessen Amtsbezirk im Landkreis Heiligenbeil im Regierungsbezirk Königsberg der preußischen Provinz Ostpreußen es auch gehörte. Im Jahre 1945 zur Sowjetunion gekommen, gehörte fortan auch Julienhof zur russischen Siedlung „Bolschedoroschnoje“.

#### Kopainen (Gogolewo)
Siehe den bereits bestehenden Hauptartikel: Gogolewo (Kaliningrad)
Das frühere Kopainen (bis 1992 dann „Gogolewo“ genannt) liegt 20 Kilometer von Mamonowo (Heiligenbeil) entfernt. Es gehörte seit 1874 bis zu dessen Auflösung zum Amtsbezirk Laukitten und wurde 1928 in die neu gebildete Landgemeinde Laukitten eingemeindet.
Nachdem Kopainen 1945 zur Sowjetunion gekommen war, erhielt es 1950 den Namen „Gogolewo“.

### Seit 1945

#### Bolschedoroschnoje
Die drei unter dem Namen „Bolschedoroschnoje“ zusammengefassten Orte Laukitten, Dagwitten und Julienhof sowie der vierte jetzt „Gogolewo“ genannte Ort Kopainen waren bis zum Jahre 2009 in den Pogranitschni selski sowjet (Dorfsowjet Pogranitschny (Hermsdorf)) eingegliedert und waren somit aus dem früheren Landkreis Heiligenbeil in den Rajon Bagrationowsk (Kreis Preußisch Eylau) „gewechselt“. Gogolewo wurde 1993 in Bolschedoroschnoje umbenannt. Aufgrund einer Struktur- und Verwaltungsreform kam nun die viergliedrige Ortschaft Bolschedoroschnoje als „Siedlung“ (russisch: possjolok) eingestufte Ortschaft zur neu formierten Pogranitschnoje selskoje posselenije (Landgemeinde Pogranitschny).

## Kirche
Bei vor 1945 überwiegend evangelischer Bevölkerung waren Laukitten, Dagwitten, Julienhof und Kopainen in die Kirche Pörschken eingepfarrt. Es gehörte zum Kirchenkreis Heiligenbeil (Mamonowo) in der Kirchenprovinz Ostpreußen der Kirche der Altpreußischen Union. Letzter deutscher Geistlicher war Pfarrer Bruno Link.
Heute gibt es im nahegelegenen Nowo-Moskowskoje (Poplitten) eine Siedlergruppe von Russlanddeutschen, die hier eine eigene kleine Kapelle haben, die von den Pfarrern der evangelisch-lutherischen Auferstehungskirche in Kaliningrad (Königsberg) in der Propstei Kaliningrad der Evangelisch-lutherischen Kirche Europäisches Russland (ELKER) betreut werden.